# Banten
Banten (früher auch Bantam) ist eine indonesische Provinz im Westen der Insel Java. Die Provinz wurde im Jahr 2000 von der Provinz Jawa Barat abgetrennt. Sie beansprucht 8,1 % der Fläche und 7,85 % der Bevölkerung der Insel Java.
Im Westen trennt die Sundastraße die Provinz von der Insel Sumatra, im Osten grenzt sie an die Stadt Jakarta und an die Provinz Jawa Barat. Im Großraum Jakartas liegen einige große Städte, darunter die Millionenstadt Tangerang.
Mit über 1.000 Einwohnern pro Quadratkilometer ist Banten sehr dicht besiedelt. Die Bevölkerung besteht zum Großteil aus Sundanesen und bekennt sich überwiegend zum Islam (97 %). Die Hauptstadt Bantens ist Serang.

## Geschichte
Banten wurde nach dem Verlust Malakkas an Portugal 1511 zu einem wichtigen regionalen Handelszentrum. Im 16. Jahrhundert wurde die Region islamisiert, als sie 1526 durch Muslime aus Cirebon eingenommen und in den Kulturraum der Nusantara eingegliedert wurde. 1579 erneuerte sich das Sultanat, das sich 1525–1526 aus der Abhängigkeit vom Königtum Sunda Pajajaran mit Sitz in Bogor gelöst hatte. Es erlangte vor allem im Gewürzhandel Bedeutung. Seine höchste wirtschaftliche und kulturelle Entfaltung erreichte es unter dem Sultan Ageng Tirtayasa.
1813 wurde die gesamte Region von der niederländischen Kolonialmacht unterworfen. Die Kolonialherren der Vereenigte Oost-Indische Compagnie übernahmen die Macht. Unter Herman Willem Daendels wurde das Sultanat zu Beginn des 19. Jahrhunderts abgeschafft. Im Zweiten Weltkrieg war Banten japanisch besetzt. Seit der Unabhängigkeit Indonesiens 1949 gehört Banten zu dieser Inselrepublik.

## Wirtschaft
Wirtschaftlich profitiert die Provinz von der Nähe zur indonesischen Hauptstadt Jakarta. So liegt der Flughafen dieser Stadt in der Provinz und der Seehandel mit Sumatra wird zu einem bedeutenden Teil über Banten abgewickelt. Einen wachsenden Stellenwert nimmt der Tourismus ein.

## Sport
Von Bantam, dem früheren Namen der Provinz, ist der Name einer Gewichtsklasse im Boxsport abgeleitet.

## Verwaltungsgliederung
| Code 1 | Wappen | Kabupaten / Kota Regierungsbezirk / Stadt | Ibu Kota Regierungssitz | Karte | Fläche (km²) | Anzahl der Verwaltungseinheiten | Anzahl der Verwaltungseinheiten | Anzahl der Verwaltungseinheiten | Bevölkerung am Censustag 2 | Bevölkerung am Censustag 2 | Dichte (Einw./km²) |
| Code 1 | Wappen | Kabupaten / Kota Regierungsbezirk / Stadt | Ibu Kota Regierungssitz | Karte | Fläche (km²) | Kecamatan 3                     | 00Desa 4000                     | Kelurahan 5                     | 2010                       | 2020                       | Dichte (Einw./km²) |
| ------ | ------ | ----------------------------------------- | ----------------------- | ----- | ------------ | ------------------------------- | ------------------------------- | ------------------------------- | -------------------------- | -------------------------- | ------------------ |
| 36.01  |        | Kab. Pandeglang                           | Pandeglang              |       | 2.746,89     | 35                              | 326                             | 13                              | 1.149.610                  | 1.272.687                  | 463,3              |
| 36.02  |        | Kab. Lebak                                | Rangkasbitung           |       | 3.426,56     | 28                              | 340                             | 5                               | 1.204.095                  | 1.386.793                  | 404,7              |
| 36.03  |        | Kab. Tangerang                            | Tigaraksa               |       | 1.011,86     | 29                              | 246                             | 28                              | 2.834.376                  | 3.245.619                  | 3.207,6            |
| 36.04  |        | Kab. Serang                               | Ciruas                  |       | 1.734,28     | 29                              | 326                             | −                               | 1.402.818                  | 1.622.630                  | 935,6              |
| 36.71  |        | Kota Tangerang                            | Tangerang               |       | 153,93       | 13                              | 104                             | −                               | 1.798.601                  | 1.895.486                  | 12.314,0           |
| 36.72  |        | Kota Cilegon                              | Cilegon                 |       | 175,50       | 8                               | 43                              | −                               | 374.559                    | 434.896                    | 2.478,0            |
| 36.73  |        | Kota Serang                               | Serang                  |       | 266,71       | 6                               | 67                              | −                               | 577.785                    | 692.101                    | 2.595,0            |
| 36.74  |        | Kota Tangerang Selatan                    | Serpong                 |       | 147,19       | 7                               | 54                              | −                               | 1.290.322                  | 1.354.350                  | 9201,4             |
| 36     |        | Provinsi Banten                           |                         |       | 009.662,92   | 155                             | 1.506                           | 46                              | 00010.632.166              | 00011.904.562              | 001.232,0          |

## Veränderungen in der Territorialstruktur
- Durch das Gesetz Nr. 32/2007[4] wurde die Stadt (Kota) Serang aus dem gleichnamigen Regierungsbezirk (Kabupaten) als selbständige Verwaltungseinheit ausgegliedert. Gültig ab 10. August 2007.
- Durch das Gesetz Nr. 51/2008[5] wurde die Stadt (Kota) Tangerang Selatan aus dem Regierungsbezirk (Kabupaten) Tangerang als selbständige Verwaltungseinheit ausgegliedert. Gültig ab 26. November 2008.